# Martyrs de Saragosse
Les martyrs de Saragosse, aussi connu sous le nom "d'innombrables martyrs de Saragosse" désignent à la base dix-huit Espagnols martyrs sous le fictif proconsul Dacien, qui aurait été le représentant local de l'empereur romain Dioclétien en 304.
Leur supplice a été décrit par Prudence, poète chrétien espagnol de la fin du IVe siècle, dans son Peristephanon (poème IV : « Hymne en l'honneur des 18 martyrs de Saragosse ») ou Livre des Couronnes, recueil de pièce célébrant  notamment les martyrs espagnols de Saragosse et de Calahorra.
Ce sont des saints chrétiens, fêtés ensemble le 16 avril. Certains sont également fêtés séparément à d'autres dates.

## Liste des martyrs de Saragosse
Les dix-huit principaux sont :
- Optat
- Luperque
- Successus
- Martial
- Urbain
- Julie
- Quintilien
- Publius
- Fronto
- Félix
- Cécilien
- Evence
- Primitif
- Apodème
- Quatre martyrs du nom de Saturnin

L'Église catholique romaine commémore le même jour les saints martyrs Caïus et Crémence, victimes de la même persécution, ainsi qu'Engrâce de Saragosse.   

## Liens
- Notice dans un dictionnaire ou une encyclopédie généraliste :   - Gran Enciclopedia Aragonesa